# Oksana Chusovitina
Oksana Aleksandrovna Chusovitina (ros. Оксана Александровна Чусовитина, Oksana Aleksandrowna Czusowitina; ur. 19 czerwca 1975 w Bucharze) – uzbecka gimnastyczka. W latach 2006-2012 reprezentowała Niemcy.

## Życiorys
Na mistrzostwach świata zdobyła 3 złote, 3 srebrne i 4 brązowe medale. Na Mistrzostwach Azji zdobyła 2 medale.
Złota medalistka letnich igrzysk olimpijskich w Barcelonie, srebrna medalistka letnich igrzysk olimpijskich w Pekinie.
W 2002 roku jej syn zachorował na ostrą białaczkę limfoblastyczną. Dzięki pomocy Petera Brüggemanna oraz innych osób niezaangażowanych, udało się uratować syna gimnastyczki. W 2003 roku została dopuszczona do reprezentowania Niemiec, jednak ze względu na przepisy nie mogła otrzymać obywatelstwa. W latach 2003–2006 musiała reprezentować Uzbekistan. W 2006 roku zdobyła brązowy medal na mistrzostwach świata dla reprezentacji Niemiec.
W 2021 roku brała udział w rozgrywanych w Tokio letnich igrzyskach olimpijskich, tamtejszy występ miał zakończyć jej karierę sportową. W 2023 zakwalifikowała się do letnich igrzysk olimpijskich rozgrywanych w Paryżu, jednak w maju 2024 zrezygnowała ze startu z powodu kontuzji.